# بیشوفسهایم (هسن)
بیشوفسهایم (به آلمانی: Bischofsheim) یک منطقهٔ مسکونی در آلمان است که در Groß-Gerau واقع شده‌است. بیشوفسهایم ۱۲٬۱۶۳ نفر جمعیت دارد.